# Йора велика
Йора велика (Aegithina lafresnayei) — вид горобцеподібних птахів родини йорових (Aegithinidae).

## Етимологія
Латинська назва виду lafresnayei дана на честь французького орнітолога Фредеріка де Ла Френе.

## Поширення
Вид поширений у тропічних та субтропічних низинних дощових лісах Південно-Східної Азії. Трапляється на півдні М'янми, в Таїланді, Лаосі, Камбоджі, Малайзії, В'єтнамі та на півдні Китаю.

## Опис
Птах завдовжки 13-15 см. Верх голови та спина оливкового забарвлення. Крила та хвіст чорні. Горло, груди та черево жовті. Дзьоб та ноги чорні. Під час шлюбного сезону у самців голова та спина стають темно-зеленого забарвлення.

## Спосіб життя
Трапляються поодинці або парами. Йора велика живиться комахами. Про біологію розмноження немає відомостей.